# Distretto di Mecubúri
Il distretto di Mecubúri è un distretto del Mozambico, facente parte della Provincia di Nampula.